# Donji Selkovac
Donji Selkovac is een plaats in de gemeente Glina in de Kroatische provincie Sisak-Moslavina. De plaats telt 51 inwoners (2001).